# José María Rubio y Peralta
José María Rubio y Peralta, SJ (22. července 1864 Dalías – 2. května 1929 Aranjuez) byl španělský římskokatolický kněz a řeholník Tovaryšstva Ježíšova. Katolická církev jej uctívá jako světce.

## Život

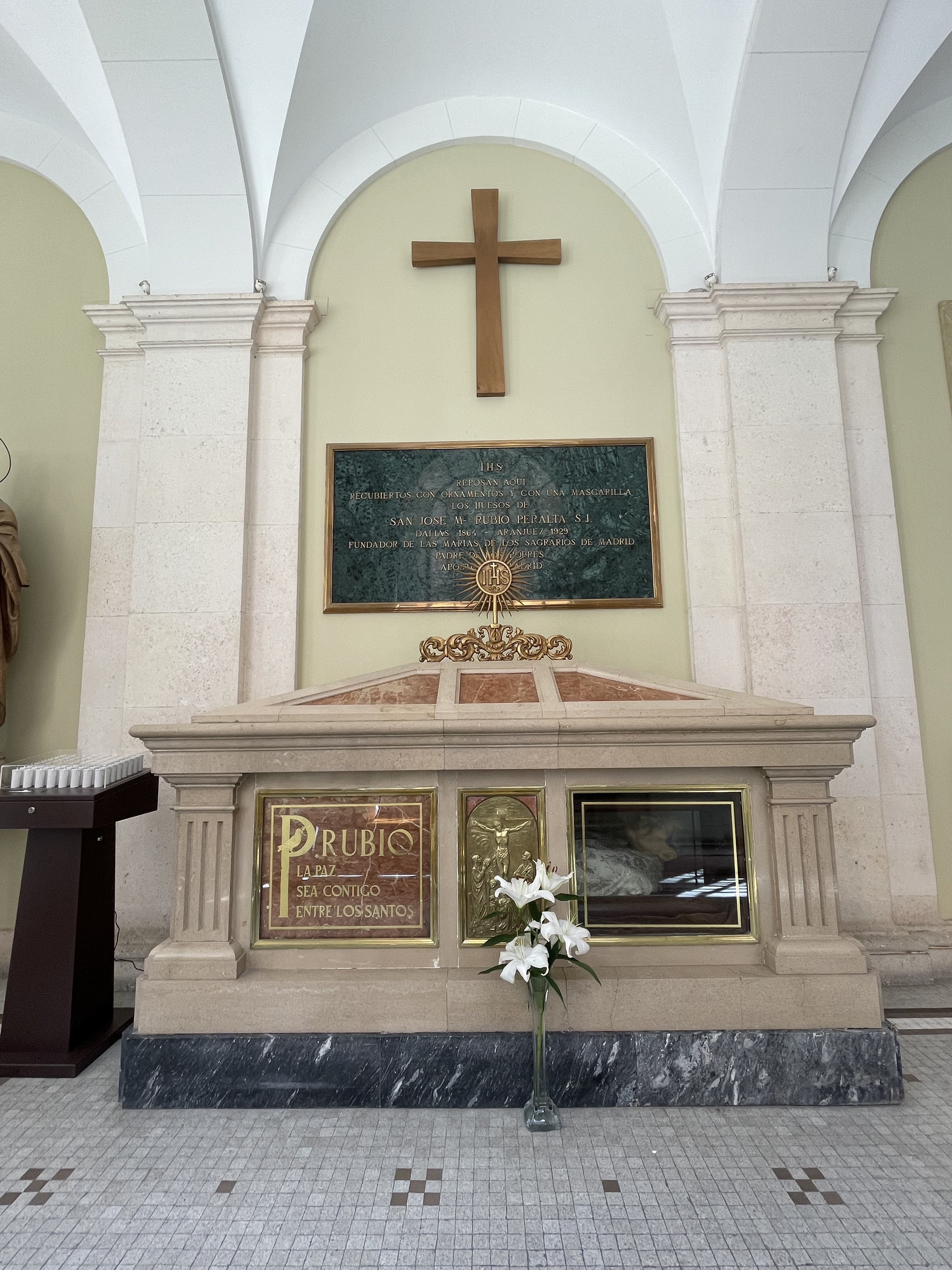
Jeho hrobka v Madridu

Narodil se dne 22. července 1864 v obci Dalías v provincii Almería jako nejstarší ze třinácti dětí rodičům Franciscu Rubiovi a Mercedes Peralta. Roku 1876 nastoupil do diecézního semináře v Almerii, kde studoval humanitní studia a filozofii.
Po roce 1878 pak čtyři roky studoval filozofii a teologii na hlavním semináři v Granadě, kde ho sponzoroval a ochraňoval profesor a kanovník Joaquin Torres Asensio, který byl poté poslán do Madridu, kam jej také sám následoval. V Madridu pak pátý rok studoval teologii a dne 24. září 1887 zde byl vysvěcen na kněze. Svoji primiční mši svatou sloužil následujícího 12. října v Madridu. Roku 1896 získal titul z teologie a roku 1897 doktorát z kanonického práva v Toledu.
Poté působil tři roky jako kurátor v Chinchónu a v roce 1889 se stal farářem v Estremeře. V obou vesnicích se vyznačoval svoji velikou askezí, katechezí dětí a službou nejchudším. Později byl ustanoven kaplanem bernardýnských sester v tehdejší farnosti Almudena v Madridu. Vyznamenal se svým pastoračním působením na předměstí hlavního města. V roce 1890 začal vyučovat latinskou literaturu, pastorační teologii a metafyziku na semináři v Madridu.

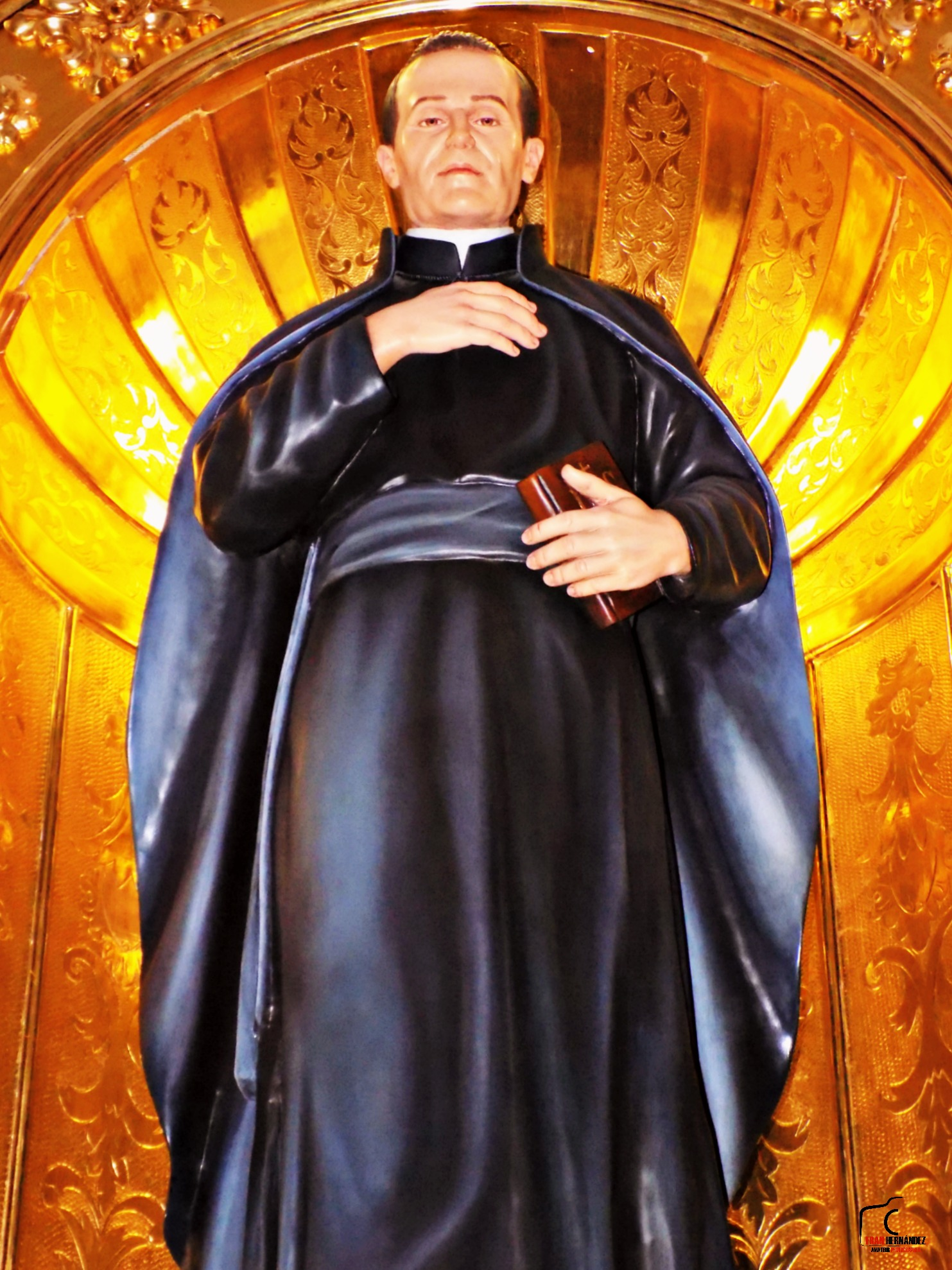
Jeho socha v Madridu

Během pouti do Svaté země v roce 1904 prožil hluboké duchovní zážitky. Rozhodl se vstoupit do Tovaryšstva Ježíšova a roku 1906 vstoupil do jezuitského noviciátu v Granadě. Řeholní sliby složil roku 1908. Poté byl poslán do Madridu, kde prožil u jezuitů v Calle de la Flor Baja zbytek svého života.
Vynikal jako kazatel i jako zpovědník. Mnoho věřících si k němu přicházelo pro radu a duchovní útěchu. Jeho pověst se rychle rozšiřovala po celém Madridu. Byl známý svou láskou k chudým a často kázal o odpovědnosti člověka za druhé. Během svého života byl nazýván „apoštolem Madridu“, jak jej také po jeho smrti nazval madridský arcibiskup Leopoldo Eijo y Garay.
Zemřel dne 2. května 1929 ve městě Aranjuez v Madridském společenství. Pohřben je v Madridu.

## Úcta
Jeho beatifikační proces započal dne 23. ledna 1963, čímž obdržel titul služebník Boží. Dne 12. ledna 1984 jej papež sv. Jan Pavel II. podepsáním dekretu o jeho hrdinských ctnostech prohlásil za ctihodného. Dne 21. března 1985 byl uznán první zázrak na jeho přímluvu, potřebný pro jeho blahořečení.
Blahořečen pak byl dne 6. října 1985 na Svatopetrském náměstí papežem sv. Janem Pavlem II. Dne 23. dubna 2002 byl uznán druhý zázrak na jeho přímluvu, potřebný pro jeho svatořečení. Svatořečen pak byl dne 4. května 2003 na Plaza de Colón v Madridu papežem sv. Janem Pavlem II.
Jeho památka je připomínána 2. května. Bývá zobrazován v kněžském oděvu.